# To duetter
To duetter opus 40 is een compositie van Agathe Backer-Grøndahl. De Noorse componiste schreef twee duetten voor ¬sopraan en bariton met begeleiding door piano. De duetten werden uitgegeven door de muziekuitgeverij Brødrene Hals (nrs. 892/893) op 24 april 1897.
De twee liederen zijn:
1. Natten er stille op tekst van Johan Halmrast in andantino in Es majeur in 4/4-maatsoort
2. De gamles vals: Mins du første gang op tekst van Herman Lunde in tempo di valse lento in Es majeur in ¾-maatsoort

De gamles vals werd twee keer uitgevoerd, voordat het werd uitgegeven:
- 28 april 1897: een duet van Anna Scharffenberg en Roberta Horneman met Ragna Goplen achter de piano
- 2 mei 1897: een duet van amateurzangers Fr E. Middlethon en Kaptein Storm (broer van professor Gustav Storm) in Stavanger.